# ولایت یمن

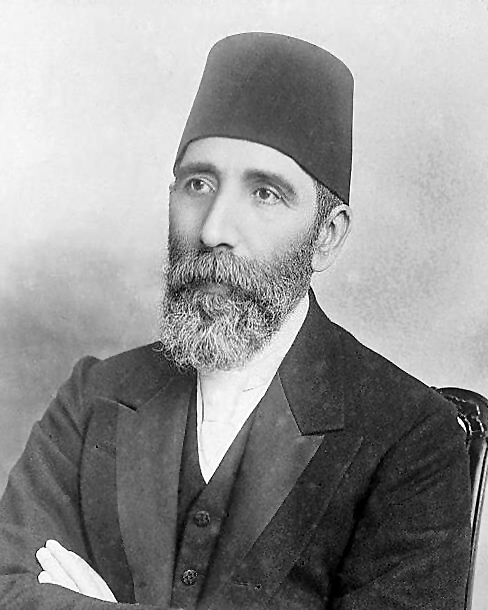
حسین حلمی پاشا، دولتمرد عثمانی یمن

ولایت یمن (به ترکی عثمانی: ولایت یمن Vilâyet-i Yemen) یک تقسیم اداری (ولایت) سطح اول امپراتوری عثمانی بود. مطابق گزارش‌های ابتدای قرن بیستم، مساحت آن ۲۰۰٬۰۰۰ کیلومتر مربع (۷۷٬۲۰۰ مایل‌ مربع) بوده است. جمعیت ولایت با سرشماری سال ۱۸۸۵ عثمانی دو میلیون و پانصد هزار نفر اعلام شده است.
مرز جنوبی توسط کمیسیون مرزی انگلیسی‌ها و تُرک‌ها در سال ۱۹۰۲–۱۹۰۵ مشخص شد، در حالی که حد مرز شرقی مبهم مانده بود.